# Dassault Falcon
Dassault Falcon es una serie de aviones de negocios medianos de la compañía francesa Dassault Aviation. En lugar de ser un nombre para un modelo particular, la denominación se aplica a varias "familias" de aeronaves propulsadas por Turbofan o turboventiladores. Se han fabricado más de 2500 unidades.
Actualmente (2018) siguen en producción 6 modelos del Falcon: los bimotores 2000DX y 2000LX y los trimotores 900DX, 900LX y 7X/8x.

## Modelos
Los modelos de la familia Falcon son los siguientes:
- Dassault Falcon 10 : bimotor, una versión reducida el Falcon 20 que realizó su primer vuelo en 1970 (las versiones sucesivas son conocidas como Falcon 100)

- Dassault Falcon 20 : bimotor, la versión original de la familia Falcon que realizó su primer vuelo en 1963 (las versiones sucesivas son conocidas como Falcon 200)

- Dassault Falcon Guardian : versión del Falcon 20 para los Guardacostas de los Estados Unidos

- Dassault Falcon 30 : bimotor, una versión más grande del Falcon 20, para 30 pasajeros (solo 1 prototipo construido)

- Dassault Falcon 40 : bimotor, variante del Falcon 30 para el mercado estadounidense, de 40 asientos (no fabricado)

- Dassault Falcon 50 : trimotor, versión agrandada derivada del Falcon 20 que realizó su primer vuelo en 1976

- Dassault Falcon 900 : trimotor, versión alargada del Falcon 50 transcontinental, primer vuelo en 1984

- Dassault Falcon 2000 : bimotor, versión reducida del Falcon 900, primer vuelo en 1993

- Dassault Falcon 7X : trimotor, proyecto conocido originalmente como Falcon FNX, primer vuelo en 2005
- Dassault Falcon 8X : trimotor, versión mejorada del 7X, primera entrega en 2016[3]
- Dassault Falcon 6X : bimotor, introducido en 2023
- Dassault Falcon 10X : bimotor, presentado en 2021, programado para entrar en servicio a finales de 2025[4]

## Especificaciones técnicas
| Modelo                    | FALCON 7X                     | FALCON 900LX **       | FALCON 900EX          | FALCON 900DX          | FALCON 2000LX **              | FALCON 2000DX                 |
| ------------------------- | ----------------------------- | --------------------- | --------------------- | --------------------- | ----------------------------- | ----------------------------- |
| Autonomía:                | 5.950 nm *                    | 4.800 nm *            | 4.500 nm *            | 4.100 nm *            | 4.000 nm *                    | 3.250 nm *                    |
| Dimensiones externas:     |                               |                       |                       |                       |                               |                               |
| Envergadura               | 26,21 m                       | 21,38 m               | 19,33 m               | 19,33 m               | 21,38 m                       | 19,33 m                       |
| Largo                     | 23,19 m                       | 20,23 m               | 20,23 m               | 20,23 m               | 20,23 m                       | 20,23 m                       |
| Alto                      | 7,83 m                        | 7,55 m                | 7,55 m                | 7,55 m                | 7,06 m                        | 7,06 m                        |
| Dimensiones internas:     |                               |                       |                       |                       |                               |                               |
| Alto de cabina            | 1.88 m                        | 1.88 m                | 1.88 m                | 1.88 m                | 1.88 m                        | 1.88 m                        |
| Anchura de cabina         | 2,34 m                        | 2,34 m                | 2,34 m                | 2,34 m                | 2,34 m                        | 2,34 m                        |
| Longitud de cabina        | 11,91 m                       | 10,11 m               | 10,11 m               | 10,11 m               | 7,98 m                        | 7,98 m                        |
| Volumen para equipaje     | 4,00 m³                       | 3,60 m³               | 3,60 m³               | 3,60 m³               | 3,70 m³                       | 3,70 m³                       |
| Pesos:                    |                               |                       |                       |                       |                               |                               |
| Peso máximo al despegue   | 31.298 kg                     | 21.900 kg             | 21.900 kg             | 21.183 kg             | 19.142 kg                     | 18.598 kg                     |
| Peso máximo al aterrizaje | 28.304 kg                     | 19.050 kg             | 19.050 kg             | 19.142 kg             | 17.826 kg                     | 17.826 kg                     |
| Capacidad de combustible  | 14.448 kg                     | 9.525 kg              | 9.525 kg              | 8.541 kg              | 7.557 kg                      | 6,622 kg                      |
| Motores:                  | 3 Pratt & Whitney Canada 307A | 3 Honeywell TFE731-60 | 3 Honeywell TFE731-60 | 3 Honeywell TFE731-60 | 2 Pratt & Whitney Canada 308C | 2 Pratt & Whitney Canada 308C |
| ** Datos preliminares     |                               |                       |                       |                       |                               |                               |

### Aeronaves similares
- Beechjet 400
- Bombardier Challenger
- Cessna Citation
- Hawker 800
- Learjet 35/36
- Learjet 45